# Eurycope monodon
Eurycope monodon is een pissebed uit de familie Munnopsidae. De wetenschappelijke naam van de soort is voor het eerst geldig gepubliceerd in 2008 door Mursch, Nils Brenke & Wägele.